# Горновский, Николай Иосафатович
Николай Иосафатович Горновский (7 (19) декабря 1894, Ядрин, Казанская губерния, Российская империя — 17 января 1983, Тирасполь, Молдавская ССР, СССР) — российский и советский военный деятель (1912—1946), артиллерист и лётчик, гвардии подполковник (1944). Кавалер двух орденов Красного Знамени РСФСР периода Гражданской войны в России.
Участник Первой мировой войны; герой Гражданской войны в России, участник Советско-польской войны (1919—1921); участник Великой Отечественной войны.

## Биография

### Происхождение
Родился 7 декабря 1894 года в городе Ядрине Казанской губернии в дворянской католической семье русского поляка Иософата Михайловича Горновского — офицера, служившего с 7 января 1887 года ядринским уездным воинским начальником. В городе Ядрин семья имела собственный дом. В 1897 году Иософата Горновского перевели в уездный город Глазов Вятской губернии уездным воинским начальником.
С 1904 по 1905 Николай Гороновский обучался, окончив 2 класса, в Глазовской прогимназии. С 1905 года прошел обучение с 1 по 7 класс в Нижегородском кадетском корпусе, который окончил в 1912 году.
В августе 1912 года поступил в Михайловское артиллерийское училище в Санкт-Петербурге, который окончил в 1914 году. По окончании училища был произведен в офицеры Русской императорской армии, получив звание подпоручика (1 декабря 1914).

### Военная карьера
Участвовал в Первой мировой войне в боях на Юго-Западном и Западном фронтах. Значился в 82-й артиллерийской бригаде в чине подпоручика, откуда 13 апреля 1915 года выбыл по ранению шрапнелью в обе ноги; лечился в 287-м полевом запасном госпитале. Был помощником командира батареи в 3-м легком мортирном артиллерийском дивизионе, служил командиром батареи. Последний чин, который Н. Г. Горновский имел в Русской императорской армии — штабс-капитан. После демобилизации вернулся в город Глазов Вятской губернии к родителям.
После Октябрьской революции после начала Гражданской войны в России был мобилизован в РККА, в рядах которой находился с 20 сентября 1918 года. В РККА был назначен командиром 2-й батареи в 10-м мортирном артиллерийском дивизионе. С января 1919 года — командир 1-й батареи во втором дивизионе Карельского артиллерийского участка, где воевал с белофиннами и белогвардейцами Северного корпуса (ядра будущей белой армии генерала Н. Н. Юденича). В 1919 году дивизион Н. И. Горновского участвовал в разгроме армии белого генерала Н. Н. Юденича.
С декабря 1919 года — командир 2-го легкого артиллерийского дивизиона в 56-й стрелковой Московской дивизии. С ноября 1921 года — начальник артиллерии в 56-й Московской стрелковой дивизии. Значился также начальником артиллерии 11-й стрелковой дивизии. За военные действия против Польской Республики приказами Реввоенсовета Республики от 20 декабря 1920 и 31 декабря 1921 награждён орденами Красного Знамени.
С сентября 1922 года — артнаблюдатель в 5-м воздухоплавательном отряде в городе Петрограде. С декабря 1924 года — лётчик-наблюдатель 3-го разведывательного авиаотряда в городе Киеве. В 1925 году проходил обучение в Московской военной школе специальных служб ВВС РККА. С декабря 1926 года — начальник штаба 8-го отдельного корпусного разведывательного авиаотряда.
С октября 1928 года — инструктор, лётчик-наблюдатель, а с мая 1930 года — младший преподаватель в Третьей военной школе лётчиков и лётчиков-наблюдателей в городе Оренбурге. С августа 1932 года — старший преподаватель в Энгельсской военной школе летчиков. С февраля 1936 года — старший преподаватель 8-й военной школы лётчиков в городе Одессе. С 17 февраля 1938 года майор. С октября 1939 года (после того, как Одесская военная авиационная школа пилотов им. П. Осипенко перебазировалась в город Конотоп) майор Н. И. Горновский служит старшим преподавателем Конотопской военной авиационной школы пилотов им. П. Осипенко. В 1943 году школа из города Грозного перебазировалась в Узбекскую ССР на станцию Урсатьевская Ташкентской железной дороги.
В Великой Отечественной войне служил в разведке (в 1943 году на Карельском и Воронежском фронтах). С марта 1943 года — старший помощник начальника оперативно-разведывательного отдела 212-й штурмовой авиационной дивизии, затем 4-й гвардейской штурмовой авиационной дивизии. Приказом Второй воздушной армии от 28 сентября 1943 года Н. И. Горновский был награждён орденом Красной Звезды. С 24 октября 1944 года — гвардии подполковник. В 1946 году — начальник аэрофотослужбы 4-й гвардейской штурмовой авиационной дивизии.

### После службы
Уволен в запас 15 июля 1946 года по возрасту. Состоял на учете в райвоенкомате города Бельцы Молдавской ССР. После демобилизации жил в городе Бендеры Молдавской ССР.
После увольнения участвовал в общественной жизни, работая совместно с военными комиссариатами городов Бельцы и Бендеры Молдавской ССР. 22 апреля 1982 года Н. И. Горновскому в Бендерах в торжественной обстановке был вручен орден Красного Знамени (образца СССР, № 475960) вместо неврученного второго ордена Красного Знамени (образца РСФСР), приказ о награждении которым был подписан в 1921 году.
Умер 17 января 1983 года в городе Тирасполь Молдавской ССР в результате скоротечной болезни.

## Память
После смерти был похоронен на Центральном городском кладбище города Бендеры Молдавской ССР рядом с могилой умершей в 1970 году жены.
В 2014 году преподаватели и ученики средней школы № 15 приднестровского города Бендеры взяли шефство над могилой Н. И. Горновского.
Документы и личные вещи Горновского Н. И. хранятся в Чувашском республиканском краеведческом музее в Чебоксарах.

## Семья
Отец — Горновский Иосафат Михайлович (род. 1 сентября 1847 — ум. после 1923) — генерал-майор (с 1906) Русской императорской армии, католик. Кавалер императорских орденов: 1872 – Св. Станислава III ст.; 1877 – Св. Анны III ст., 1883 – Св. Станислава II ст., 1890 – Св. Анны II ст., 1892 – Св. Владимира IV ст. с бантом «за 25 лет беспорочной службы в офицерских чинах», 1902 – Св. Владимира III ст. Участник Русско-турецкой войны (1877—1878). Был женат, имел 6 детей (1905).
Брат — Горновский Антон Иосафатович (1885—1941) — выпускник Севастопольской офицерской школы (1913); офицер Русской императорской армии — на 1 января 1909 года — поручик 33-й артиллерийской бригады. Жил в доме 25 на 10-й линии Васильевского острова Ленинграда. Умер в декабре 1941 года; похоронен на Смоленском кладбище.
Брат — Горновский Иван Иосафатович — подпоручик (1909), поручик (1913), делопроизводитель 1-й батареи (1913) 7-й артиллерийской бригады (артиллерийская воинская часть Русской императорской армии).
Брат — Горновский Михаил Иосафатович.
Брат — Горновский Марк Иосафатович.
Брат — Горновский Константин Иосафатович (род. 19 декабря 1900, Глазов, Вятская губерния) — в РККА с 15.01.1919; участник Великой Отечественной войны, служил в Управлении Гидрометеорологической службы Ленинградского фронта, капитан административной службы. Награжден медалями «За оборону Ленинграда», «За победу над Германией в Великой Отечественной войне 1941–1945 гг.».
Жена — Елена Андреевна Горновская (1892—1970). Похоронена в Бендеры Молдавской ССР.
Приёмные сыновья — Николай и Владимир Добрынины. Лётчик Николай Добрынин погиб в 1941 году в воздушном бою в небе Крыма. Летчик Владимир Добрынин также участвовал в Великой Отечественной войне, в 1984 году — гвардии майор в отставке.

## Награды

### Награды Российской империи
- Орден Святого Станислава III степени (1915)
- Орден Святой Анны IV степени (Аннинское оружие) (1916)
- Орден Святой Анны III степени (1916)
- Орден Святого Станислава II степени (1917)

### Награды РСФСР
- Орден Красного Знамени (Приказ РВСР № 598 от 20 декабря 1920[4])
- Орден Красного Знамени (Приказ РВСР № 353 от 31 декабря 1921; вручен в 1982 году)

### Награды СССР
- Медаль «ХХ лет РККА» (1938)
- Орден Красной Звезды (1943)
- Орден Красного Знамени (1944, за выслугу лет в Красной Армии)
- Орден Ленина (1945, за выслугу лет в Красной Армии)
- Медаль «За взятие Будапешта» (1945)
- Медаль «За взятие Вены» (1945)
- Медаль «За победу над Германией в Великой Отечественной войне 1941—1945 гг.» (1945)
- Орден Красной Звезды (1968)